# Loma de Caballo 1ra. Sección
Loma de Caballo 1ra. Sección är en ort i Mexiko.   Den ligger i kommunen Ixtacomitán och delstaten Chiapas, i den sydöstra delen av landet, 700 km öster om huvudstaden Mexico City. Loma de Caballo 1ra. Sección ligger 437 meter över havet och antalet invånare är 140.
Terrängen runt Loma de Caballo 1ra. Sección är kuperad åt nordväst, men åt sydost är den bergig. Runt Loma de Caballo 1ra. Sección är det ganska tätbefolkat, med 54 invånare per kvadratkilometer. Närmaste större samhälle är Pichucalco, 15,7 km norr om Loma de Caballo 1ra. Sección. I omgivningarna runt Loma de Caballo 1ra. Sección växer i huvudsak städsegrön lövskog.